# Ficus davidsoniae
Ficus davidsoniae là một loài thực vật có hoa trong họ Moraceae. Loài này được Standl. mô tả khoa học đầu tiên năm 1940.